# Nigerijska prevara
Nigerijska prevara, znana tudi kot prevara 419 oz. prevara z vnaprejšnjim plačilom stroškov, je ena izmed mnogih tipov spletnih prevar oziroma goljufij, oblika trika zaupanja. Pri spletnih prevarah goljuf želi navezati stik z žrtvijo preko e-sporočil, faksa ali telefona. Ko mu uspe navezati stik si prizadeva pridobiti žrtvino zaupanje in jo prosi za denar.
Prevara se najpogosteje začne tako, da prevarant razpošlje množično sporočilo preko elektronske pošte in se vljudno predstavi, običajno kot nek premožen poslovnež oziroma predstavnik vlade, pove, iz kje prihaja (navadno iz Nigerije) in opiše svojo težavo. Oseba želi osebne podatke žrtve ter bančni račun, saj ima veliko vsoto denarja, ki ga želi prenesti iz svoje države v tujino, zato ponudi tudi visoko nagrado. Če se prejemnik odzove, mu odgovori, da je potrebno pred tem poravnati stroške odprtja računa in nekatere druge stroške, pri čemer so ti stroški zanemarljivi v primerjavi z obljubljeno nagrado. Zahteva nakazilo preko plačilnega sistema Western Union, ki je neizsledljivo. Po izvedenem nakazilu oseba prekine komunikacijo z žrtvijo.

## Začetki nigerijske prevare
Začetki tovrstnih prevar segajo v 16. stoletje. Z njimi so začeli Španci, ki žrtve zbirali med bogatimi angleškimi aristokrati. Pod pretvezo, da je nek njihov sorodnik zaprt v enem izmed španskih zaporov in zaradi tega ne more dostopati do svojega bogastva, je prevarant žrtev prosil, če bi mu nakazala nekaj denarja, seveda bo pa za to bogato nagrajena (visoke obresti, obljuba poroke ...). Žrtev je tako nakazala denar, vendar so prevaranti želeli vedno več in na koncu je lahko ostala brez vsega.

### Začetki širjenja prevar
Nigerija se zaradi eksplozije prebivalstva sooča tudi s porastom kriminalitete. ZDA in Nigerija sta velika trgovska partnerja, zato so ZDA pogosta tarča prevar. Nigerijska kriza v 80. letih dvajsetega stoletja je močno razjezila predvsem mlade izobražene državljane. Tako so prva pisma izpod rok izobražencev začela romati k osovraženim tujcem. Nato so nigerijske prevare postale multimilijonska industrija. Ime »prevara 419« se nanaša na člen nigerijskega kazenskega zakonika, ki ga tovrstna dejavnost krši. V Sloveniji letno zaznajo okoli 2200 incidentov oziroma dve ali tri uradne prijave spletne goljufije.

## Kako prepoznamo nigerijsko prevaro
Najočitnejši znak je polomljena slovenščina, večinoma samodejno prevedena s strojnim prevajalnikom, zato je besedilo tudi težje razumljivo, saj vsebuje mešanico angleščine in slovenščine ter ogromno slovničnih napak. Znak prevare je tudi, ko nam nekdo ponuja veliko vsoto denarja oziroma zatrjuje, da smo zadeli na loteriji, da nekdo potrebuje našo pomoč in podobno. Kriza v državi je navadno priložnost za storilce (posojila, hitri zaslužki..).

## Druge oblike nigerijske prevare
Podobna oblika prevar so »nigerijske lepotice«, ki na spletnih zmenkih iščejo starejše samske moške in si želijo, da se spoznajo tudi v živo, seveda v državi iz katere prihaja žrtev, kar pomeni, da potrebujejo denar za letalsko karto, prenočišče in podobno. Na slikah, ki jih prevaranti posredujejo, so navadno kakšne nigerijske manekenke ali TV voditeljice. Poznamo tudi primere, ko želi nek študent najeti stanovanje v drugi državi, lastniku stanovanja pa bi najemnino plačal za več mesecev naprej v enkratnem znesku. Preko podjetja, ki mu plačuje šolnino, ker pa nima odprtega računa v državi, kamor bo potoval, pošlje ček. Prevarant želi, da žrtev ček unovči ter pošlje del denarja nazaj, ko žrtev to naredi in pošlje denar nazaj, pa se izkaže, da je bil ček ponarejen in banka od njega zahteva vračilo denarja, za domnevnim študentom pa izginejo vse sledi. Naslednja oblika prevare govori o tem, ko žrtev dejansko dobi sporočilo od osebe, ki jo pozna na primer od prijatelja, ki je nekje na službenem potovanju in so mu ukradli vse kar je imel seboj zato nas prosi, če bi mu poslali nekaj denarja, da bi lahko prišel domov. Seveda pa na račun nekega »prijaznega« Nigerijca«, kjer denar tudi izgine.

## Storilci in žrtve prevare
Storilci se predstavljajo z namišljenimi imeni, najpogosteje kot vladni in bančni uslužbenci, bogati tujci, šejki oziroma njihovi sorodniki in podobno. Storilci svoje žrtve najdejo preko spletnih forumov, spletnih seznamov zaposlenih,družabnih omrežij in podobno. Storilci si lahko med seboj informacije o žrtvah tudi izmenjajo, kar pomeni da  ta dobi(va) več neželenih sporočil.